# Stepping Spaceboy
Stepping Spaceboy, född 5 maj 2013 i Skövde i Västra Götalands län, är en svensk varmblodig travhäst. Han tränas av Admir Zukanovic och körs av Stefan Söderkvist.
Stepping Spaceboy började tävla i september 2015. Han har till december 2019 sprungit in 2,5 miljoner kronor på 59 starter varav 14 segrar, 8 andraplatser och 8 tredjeplatser. Han har tagit karriärens hittills största seger i Gulddivisionens final (dec 2019). Han har även segrat i Johan Jacobssons Minne (2016) och Legolas Minne (2019).